# ریاهووتسیته
ریاهووتسیته (به بلغاری: Ryahovtsite) یک منطقهٔ مسکونی در بلغارستان است که در سولیوو واقع شده است.